# Coppa Italia Serie D
La Coppa Italia Serie D è una competizione calcistica italiana, organizzata dal Dipartimento Interregionale della Lega Nazionale Dilettanti, a cui partecipano tutte le 166 squadre iscritte al campionato di Serie D.

## Formula
Tale competizione è nata nel 1999 in seguito alla riforma della Coppa Italia Dilettanti. Fino alla stagione precedente, infatti, le squadre di Serie D competevano anch'esse per tale coppa, giocando tra loro per eleggere una sfidante che gareggiava poi per il trofeo con la vincente di un'altra fase riguardante le compagini di Eccellenza e Promozione. L'unico precedente di una coppa dedicata esclusivamente a squadre iscritte alla quarta serie è invece la Coppa Ottorino Mattei, disputatasi in un'unica edizione nella stagione 1957-1958.
In origine la coppa si svolgeva sotto forma di gare a eliminazione diretta d'andata e ritorno o semidiretta in triangolari, mentre negli anni si è assistita ad una forma di semplificazione e snellimento che, a partire dal 2010, ha preso la forma di turni in gara secca dopo due turni preliminari, con solo le semifinali in incontri d'andata e ritorno e la finale disputata in campo neutro itinerante, caratteristica mantenuta fino al 2023; dalla stagione 2023-2024, la finale è tornata a disputarsi con incontri d'andata e ritorno. In tutte le partite sono previsti direttamente i tiri di rigore in caso di pareggio.
Le finaliste della Coppa Italia Serie D ricevono un contributo economico di 3.500 euro ciascuna, mentre le semifinaliste ne ottengono 2.000. Dalla stagione calcistica 2007-2008 alla 2014-2015 la vittoria della coppa garantiva inoltre l'accesso diretto alle semifinali dei play-off nazionali di categoria; nel caso la squadra vincitrice avesse già acquisito il diritto alla promozione tra i professionisti, al posto in semifinale subentrava la finalista perdente.

## Albo d'oro
| Edizione        | Vincitore                    | Vincitore                       | Secondo posto         | Dettagli finale          | Dettagli finale      | Dettagli finale      |
| Edizione        | Ritratto                     | Squadra                         | Secondo posto         | Luogo                    | Data                 | Risultato            |
| --------------- | ---------------------------- | ------------------------------- | --------------------- | ------------------------ | -------------------- | -------------------- |
| 1999-2000 (1ª)  |                              | Castrense (1º titolo)           | Montecchio            | Montecchio Maggiore (VI) | 10 maggio 2000       | 2-1                  |
| 1999-2000 (1ª)  | Grotte di Castro (VT)        | Castrense (1º titolo)           | Montecchio            | 17 maggio 2000           | 4-0                  |                      |
| 2000-2001 (2ª)  |                              | Todi (1º titolo)                | Fanfulla              | Todi (PG)                | 11 aprile 2001       | 2-0                  |
| 2000-2001 (2ª)  | Lodi                         | Todi (1º titolo)                | Fanfulla              | 25 aprile 2001           | 0-1                  |                      |
| 2001-2002 (3ª)  |                              | Pievigina (1º titolo)           | Grottaglie            | Pieve di Soligo (TV)     | 10 aprile 2002       | 1-0                  |
| 2001-2002 (3ª)  | Grottaglie (TA)              | Pievigina (1º titolo)           | Grottaglie            | 25 aprile 2002           | 2-0                  |                      |
| 2002-2003 (4ª)  |                              | Sansovino (1º titolo)           | USO Calcio            | Calcio (BG)              | 10 aprile 2003       | 1-0                  |
| 2002-2003 (4ª)  | Monte San Savino (AR)        | Sansovino (1º titolo)           | USO Calcio            | 19 aprile 2003           | 0-0                  |                      |
| 2003-2004 (5ª)  |                              | Juve Stabia (1º titolo)         | Massese               | Massa                    | 14 aprile 2004       | 0-1                  |
| 2003-2004 (5ª)  | Castellammare di Stabia (NA) | Juve Stabia (1º titolo)         | Massese               | 28 aprile 2004           | 4-2                  |                      |
| 2004-2005 (6ª)  |                              | USO Calcio (1º titolo)          | Isola Liri            | Isola del Liri (FR)      | 13 aprile 2005       | 1-0                  |
| 2004-2005 (6ª)  | Calcio (BG)                  | USO Calcio (1º titolo)          | Isola Liri            | 27 aprile 2005           | 3-2                  |                      |
| 2005-2006 (7ª)  |                              | Sorrento (1º titolo)            | Giarre                | Giarre (CT)              | 12 aprile 2006       | 2-1                  |
| 2005-2006 (7ª)  | Sorrento (NA)                | Sorrento (1º titolo)            | Giarre                | 26 aprile 2006           | 1-1                  |                      |
| 2006-2007 (8ª)  |                              | Aversa Normanna (1º titolo)     | Rodengo Saiano        | Aversa (CE)              | 11 aprile 2007       | 1-0                  |
| 2006-2007 (8ª)  | Rodengo Saiano (BS)          | Aversa Normanna (1º titolo)     | Rodengo Saiano        | 18 aprile 2007           | 1-0                  |                      |
| 2007-2008 (9ª)  |                              | Como (1º titolo)                | Colligiana            | Como                     | 9 aprile 2008        | 2-0                  |
| 2007-2008 (9ª)  | Colle di Val d'Elsa (SI)     | Como (1º titolo)                | Colligiana            | 16 aprile 2008           | 1-1                  |                      |
| 2008-2009 (10ª) |                              | Sapri (1º titolo)               | Villacidrese          | Villacidro (SU)          | 22 aprile 2009       | 3-0                  |
| 2008-2009 (10ª) | Sapri (SA)                   | Sapri (1º titolo)               | Villacidrese          | 20 maggio 2009           | 1-1                  |                      |
| 2009-2010 (11ª) |                              | Matera (1º titolo)              | Voghera               | Voghera (PV)             | 14 aprile 2010       | 2-1                  |
| 2009-2010 (11ª) | Matera                       | Matera (1º titolo)              | Voghera               | 28 aprile 2010           | 1-0                  |                      |
| 2010-2011 (12ª) |                              | Perugia (1º titolo)             | Turris                | Lanciano (CH)            | 14 aprile 2011       | 1-0                  |
| 2011-2012 (13ª) |                              | Sant'Antonio Abate (1º titolo)  | Sandonà               | Arezzo                   | 2 maggio 2012        | 2-1                  |
| 2012-2013 (14ª) |                              | Turris (1º titolo)              | Delta Porto Tolle     | Perugia                  | 25 aprile 2013       | 3-1                  |
| 2013-2014 (15ª) |                              | Pomigliano (1º titolo)          | Pontisola             | Firenze                  | 3 aprile 2014        | 2-2 (5-4 dtr)        |
| 2014-2015 (16ª) |                              | Monopoli (1º titolo)            | Correggese            | Firenze                  | 15 aprile 2015       | 2-1                  |
| 2015-2016 (17ª) |                              | Fondi (1º titolo)               | OltrepoVoghera        | Firenze                  | 14 maggio 2016       | 0-0 (4-3 dtr)        |
| 2016-2017 (18ª) |                              | Chieri (1º titolo)              | Albalonga             | Firenze                  | 20 maggio 2017       | 2-1                  |
| 2017-2018 (19ª) |                              | Campodarsego (1º titolo)        | San Donato Tavarnelle | Firenze                  | 19 maggio 2018       | 0-0 (5-4 dtr)        |
| 2018-2019 (20ª) |                              | Matelica (1º titolo)            | Messina               | Latina                   | 18 maggio 2019       | 1-0                  |
| 2019-2020 (21ª) | Torneo non terminato         | Torneo non terminato            | Torneo non terminato  | Torneo non terminato     | Torneo non terminato | Torneo non terminato |
| 2020-2021       | Torneo non disputato         | Torneo non disputato            | Torneo non disputato  | Torneo non disputato     | Torneo non disputato | Torneo non disputato |
| 2021-2022 (22ª) |                              | Follonica Gavorrano (1º titolo) | Torres                | Genzano di Roma (RM)     | 1º giugno 2022       | 2-1                  |
| 2022-2023 (23ª) |                              | Pineto (1º titolo)              | Giana Erminio         | Bagno di Gavorrano (GR)  | 28 maggio 2023       | 4-2                  |
| 2023-2024 (24ª) |                              | Trapani (1º titolo)             | Follonica Gavorrano   | Erice (TP)               | 25 maggio 2024       | 0-1                  |
| 2023-2024 (24ª) | Bagno di Gavorrano (GR)      | Trapani (1º titolo)             | Follonica Gavorrano   | 29 maggio 2024           | 2-0                  |                      |
| 2024-2025 (25ª) |                              | Ravenna (1º titolo)             | Guidonia Montecelio   | Teramo                   | 12 marzo 2025        | 2-2 (5-4 dtr)        |

## Statistiche
Statistiche aggiornate all'edizione 2024-2025.

### Titoli per squadra
| Squadra             | Vittorie | Secondi posti | Finali disputate | Anni vittorie |
| ------------------- | -------- | ------------- | ---------------- | ------------- |
| Turris              | 1        | 1             | 2                | 2012-2013     |
| USO Calcio          | 1        | 1             | 2                | 2004-2005     |
| Follonica Gavorrano | 1        | 1             | 2                | 2021-2022     |
| Ravenna             | 1        | -             | 1                | 2024-2025     |
| Trapani             | 1        | -             | 1                | 2023-2024     |
| Pineto              | 1        | -             | 1                | 2022-2023     |
| Matelica            | 1        | -             | 1                | 2018-2019     |
| Campodarsego        | 1        | -             | 1                | 2017-2018     |
| Chieri              | 1        | -             | 1                | 2016-2017     |
| Fondi               | 1        | -             | 1                | 2015-2016     |
| Monopoli            | 1        | -             | 1                | 2014-2015     |
| Pomigliano          | 1        | -             | 1                | 2013-2014     |
| Sant'Antonio Abate  | 1        | -             | 1                | 2011-2012     |
| Perugia             | 1        | -             | 1                | 2010-2011     |
| Matera              | 1        | -             | 1                | 2009-2010     |
| Sapri               | 1        | -             | 1                | 2008-2009     |
| Como                | 1        | -             | 1                | 2007-2008     |
| Aversa Normanna     | 1        | -             | 1                | 2006-2007     |
| Sorrento            | 1        | -             | 1                | 2005-2006     |
| Juve Stabia         | 1        | -             | 1                | 2003-2004     |
| Pievigina           | 1        | -             | 1                | 2002-2003     |
| Sansovino           | 1        | -             | 1                | 2001-2002     |
| Todi                | 1        | -             | 1                | 2000-2001     |
| Castrense           | 1        | -             | 1                | 1999-2000     |

### Titoli per regione
| Regione        | Vittorie | Squadre vincenti                                                                          |
| -------------- | -------- | ----------------------------------------------------------------------------------------- |
| Campania       | 7        | Juve Stabia, Sorrento, Aversa Normanna, Sapri, Sant'Antonio Abate, Turris, Pomigliano (1) |
| Lazio          | 2        | Castrense, Fondi (1)                                                                      |
| Lombardia      | 2        | USO Calcio, Como (1)                                                                      |
| Toscana        | 2        | Sansovino, Follonica Gavorrano (1)                                                        |
| Umbria         | 2        | Todi, Perugia (1)                                                                         |
| Veneto         | 2        | Pievigina, Campodarsego (1)                                                               |
| Basilicata     | 1        | Matera (1)                                                                                |
| Marche         | 1        | Matelica (1)                                                                              |
| Piemonte       | 1        | Chieri (1)                                                                                |
| Puglia         | 1        | Monopoli (1)                                                                              |
| Abruzzo        | 1        | Pineto (1)                                                                                |
| Sicilia        | 1        | Trapani (1)                                                                               |
| Emilia-Romagna | 1        | Ravenna (1)                                                                               |

## Statistiche e record

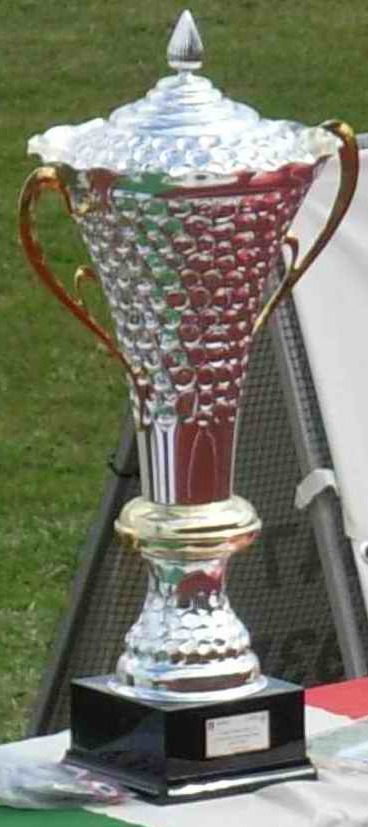
Il trofeo in palio

- Nessuna squadra ha finora vinto più di una edizione del torneo.
- Quella di Oristano è l'unica provincia italiana a non aver mai avuto una squadra partecipante alla competizione.
- L'USO Calcio, la Turris ed il Follonica Gavorrano sono le uniche squadre ad avere disputato due finali, vincendone solo una.
- Nessuna squadra è mai riuscita a centrare nella stessa stagione il trofeo e lo Scudetto Serie D.
- Il Como, la Juve Stabia, il Perugia, il Sorrento, il Pineto ed il Trapani hanno vinto nella stessa stagione il torneo e il girone di Serie D.
- Como, Juve Stabia e Sorrento hanno vinto almeno un'edizione sia della Coppa Italia Serie C sia della Coppa Italia Serie D.
- La San Felice Normanna è l'unica formazione ad aver vinto almeno un'edizione sia dello Scudetto Dilettanti sia della Coppa Italia Serie D, seppur in epoche diverse.
- Il Matera è l'unica formazione ad aver vinto almeno un'edizione sia del Trofeo Jacinto sia della Coppa Italia Serie D, seppur in epoche diverse.
- Il Como e il Perugia sono le uniche squadre ad aver disputato in passato la Serie A e ad aver vinto il trofeo.
- Il Campodarsego, il Fondi, il Pomigliano ed il Ravenna sono le uniche squadre a essersi aggiudicate il trofeo ai tiri di rigore.
- Mezzolara, Folgore Caratese, Lavagnese e Union Clodiense CS sono le squadre ad aver totalizzato il maggior numero di partecipazioni alla Coppa (22).
- L'Este è la squadra ad aver partecipato ininterrottamente a più edizioni consecutive in assoluto (20, dal 2005-06 fino all'edizione attuale).
- L'Audace Cerignola, la Luparense, il Portogruaro e la Vigor Senigallia sono le squadre che vantano il maggior numero di edizioni da non partecipanti prima di ritornare a far parte della manifestazione (17 edizioni di assenza).
- Il Sansepolcro è stata l'ultima squadra a partecipare alla manifestazione ininterrottamente sin dalla sua prima edizione fino al 2017-18.

### Club col maggior numero di partecipazioni
Di seguito tutte le squadre con almeno 15 partecipazioni alla manifestazione:
| Squadra                   | Sede                                 | Regione               | Numero di partecipazioni | Prima partecipazione | Ultima partecipazione | Ininterrottamente da |
| ------------------------- | ------------------------------------ | --------------------- | ------------------------ | -------------------- | --------------------- | -------------------- |
| Union Clodiense CS        | Chioggia (VE)                        | Veneto                | 22                       | 1999-00              | In corso              | 2025-26              |
| Mezzolara                 | Mezzolara di Budrio (BO)             | Emilia-Romagna        | 22                       | 2000-01              | 2023-24               | Non partecipante     |
| Folgore Caratese          | Carate Brianza e Verano Brianza (MB) | Lombardia             | 22                       | 2001-02              | In corso              | 2007-08              |
| Lavagnese                 | Lavagna (GE)                         | Liguria               | 22                       | 2002-03              | In corso              | 2023-24              |
| Sansepolcro               | Sansepolcro (AR)                     | Toscana               | 21                       | 1999-00              | In corso              | 2025-26              |
| Borgosesia                | Borgosesia (VC)                      | Piemonte              | 20                       | 1999-00              | 2023-24               | Non partecipante     |
| Este                      | Este (PD)                            | Veneto                | 20                       | 2005-06              | In corso              | 2005-06              |
| Ostia Mare                | Ostia (RM)                           | Lazio                 | 19                       | 2000-01              | In corso              | 2012-13              |
| Montebelluna              | Montebelluna (TV)                    | Veneto                | 19                       | 2004-05              | 2023-24               | Non partecipante     |
| Arzachena                 | Arzachena (OT)                       | Sardegna              | 18                       | 1999-00              | 2022-23               | Non partecipante     |
| Belluno                   | Belluno                              | Veneto                | 18                       | 2000-01              | 2019-20               | Non partecipante     |
| Seregno                   | Seregno (MB)                         | Lombardia             | 18                       | 2000-01              | 2022-23               | Non partecipante     |
| Flaminia CivitaCastellana | Civita Castellana (VT)               | Lazio                 | 18                       | 2001-02              | In corso              | 2008-09              |
| Olginatese                | Olginate (LC)                        | Lombardia             | 18                       | 2001-02              | 2018-19               | Non partecipante     |
| Tamai                     | Brugnera (PN)                        | Friuli-Venezia Giulia | 18                       | 2001-02              | 2019-20               | Non partecipante     |
| FC Francavilla            | Francavilla in Sinni (PZ)            | Basilicata            | 18                       | 2005-06              | In corso              | 2024-25              |
| Astrea                    | Roma                                 | Lazio                 | 17                       | 1999-00              | 2015-16               | Non partecipante     |
| Derthona                  | Tortona (AL)                         | Piemonte              | 17                       | 1999-00              | In corso              | 2021-22              |
| Vogherese                 | Voghera (PV)                         | Lombardia             | 17                       | 1999-00              | In corso              | 2023-24              |
| Albalonga                 | Albano Laziale (RM)                  | Lazio                 | 17                       | 2001-02              | In corso              | 2015-16              |
| Nardò                     | Nardò (LE)                           | Puglia                | 17                       | 2002-03              | In corso              | 2015-16              |
| Pomigliano                | Pomigliano d'Arco (NA)               | Campania              | 17                       | 2002-03              | 2018-19               | Non partecipante     |
| Montecchio                | Montecchio Maggiore (VI)             | Veneto                | 16                       | 1999-00              | 2024-25               | Non partecipante     |
| Turris                    | Torre del Greco (NA)                 | Campania              | 16                       | 2001-02              | 2019-20               | Non partecipante     |
| Vado                      | Vado Ligure (SV)                     | Liguria               | 16                       | 2001-02              | In corso              | 2019-20              |
| Recanatese                | Recanati (MC)                        | Marche                | 16                       | 2007-08              | In corso              | 2024-25              |
| Scandicci                 | Scandicci (FI)                       | Toscana               | 16                       | 2007-08              | In corso              | 2025-26              |
| Fanfulla                  | Lodi                                 | Lombardia             | 15                       | 1999-00              | 2024-25               | Non partecipante     |
| Legnago                   | Legnago (VR)                         | Veneto                | 15                       | 1999-00              | In corso              | 2025-26              |
| Sanvitese                 | San Vito al Tagliamento (PN)         | Friuli-Venezia Giulia | 15                       | 1999-00              | 2013-14               | Non partecipante     |
| Vibonese                  | Vibo Valentia                        | Calabria              | 15                       | 1999-00              | In corso              | 2022-23              |
| Virtus Castelfranco       | Castelfranco Emilia (MO)             | Emilia-Romagna        | 15                       | 1999-00              | 2016-17               | Non partecipante     |
| Aprilia                   | Aprilia (LT)                         | Lazio                 | 15                       | 2000-01              | 2022-23               | Non partecipante     |
| Matera                    | Matera                               | Basilicata            | 15                       | 2000-01              | 2024-25               | Non partecipante     |
| Orvietana                 | Orvieto (TR)                         | Umbria                | 15                       | 2001-02              | In corso              | 2022-23              |
| Gelbison                  | Vallo della Lucania (SA)             | Campania              | 15                       | 2007-08              | In corso              | 2023-24              |
| Chieri                    | Chieri (TO)                          | Piemonte              | 15                       | 2009-10              | 2024-25               | Non partecipante     |

### Club partecipanti da più edizioni ininterrottamente
| Squadra                   | Sede                                 | Regione   | Partecipazioni ininterrotte | Ininterrottamente da |
| ------------------------- | ------------------------------------ | --------- | --------------------------- | -------------------- |
| Este                      | Este (PD)                            | Veneto    | 20                          | 2005-06              |
| Folgore Caratese          | Carate Brianza e Verano Brianza (MB) | Lombardia | 18                          | 2007-08              |
| Flaminia CivitaCastellana | Civita Castellana (VT)               | Lazio     | 17                          | 2008-09              |
| Ostia Mare                | Ostia (RM)                           | Lazio     | 13                          | 2012-13              |
| Albalonga                 | Albano Laziale (RM)                  | Lazio     | 10                          | 2015-16              |
| Nardò                     | Nardò (LE)                           | Puglia    | 10                          | 2015-16              |

### Numero di partecipazioni per regione
| Regione               | Partecipazioni complessive | Maggior partecipante        | Partecipazioni |
| --------------------- | -------------------------- | --------------------------- | -------------- |
| Lombardia             | 554                        | Folgore Caratese            | 22             |
| Toscana               | 388                        | Sansepolcro                 | 21             |
| Veneto                | 372                        | Union Clodiense CS          | 22             |
| Campania              | 365                        | Pomigliano                  | 17             |
| Lazio                 | 341                        | Ostia Mare                  | 19             |
| Emilia-Romagna        | 314                        | Mezzolara                   | 22             |
| Puglia                | 276                        | Nardò                       | 17             |
| Sicilia               | 218                        | Sancataldese                | 12             |
| Piemonte              | 208                        | Borgosesia                  | 20             |
| Marche                | 201                        | Recanatese                  | 16             |
| Liguria               | 148                        | Lavagnese                   | 22             |
| Sardegna              | 143                        | Arzachena                   | 18             |
| Abruzzo               | 139                        | Avezzano Pro Vasto          | 12             |
| Calabria              | 127                        | Vibonese                    | 15             |
| Umbria                | 119                        | Orvietana                   | 15             |
| Friuli-Venezia Giulia | 109                        | Tamai                       | 18             |
| Basilicata            | 79                         | FC Francavilla              | 18             |
| Molise                | 70                         | Campobasso Olympia Agnonese | 13             |
| Trentino-Alto Adige   | 64                         | Trento                      | 12             |
| Valle d'Aosta         | 15                         | Valle d'Aosta               | 8              |